# Wölbling
Wölbling osztrák mezőváros Alsó-Ausztria St. Pölten-i járásában. 2024 januárjában 2451 lakosa volt. 

## Elhelyezkedése

Wölbling a Sankt Pölten-i járásban

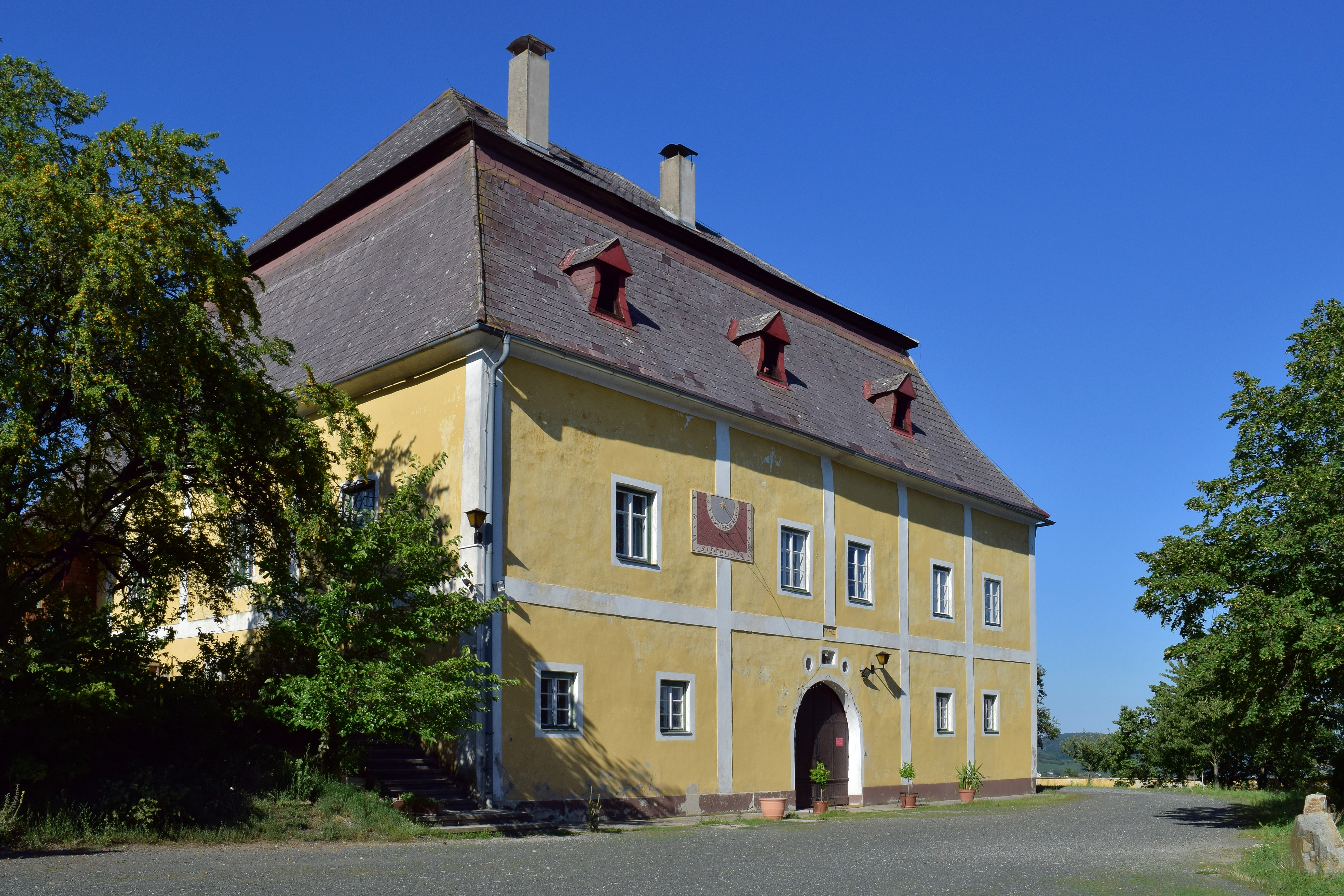
A landersdorfi kastély

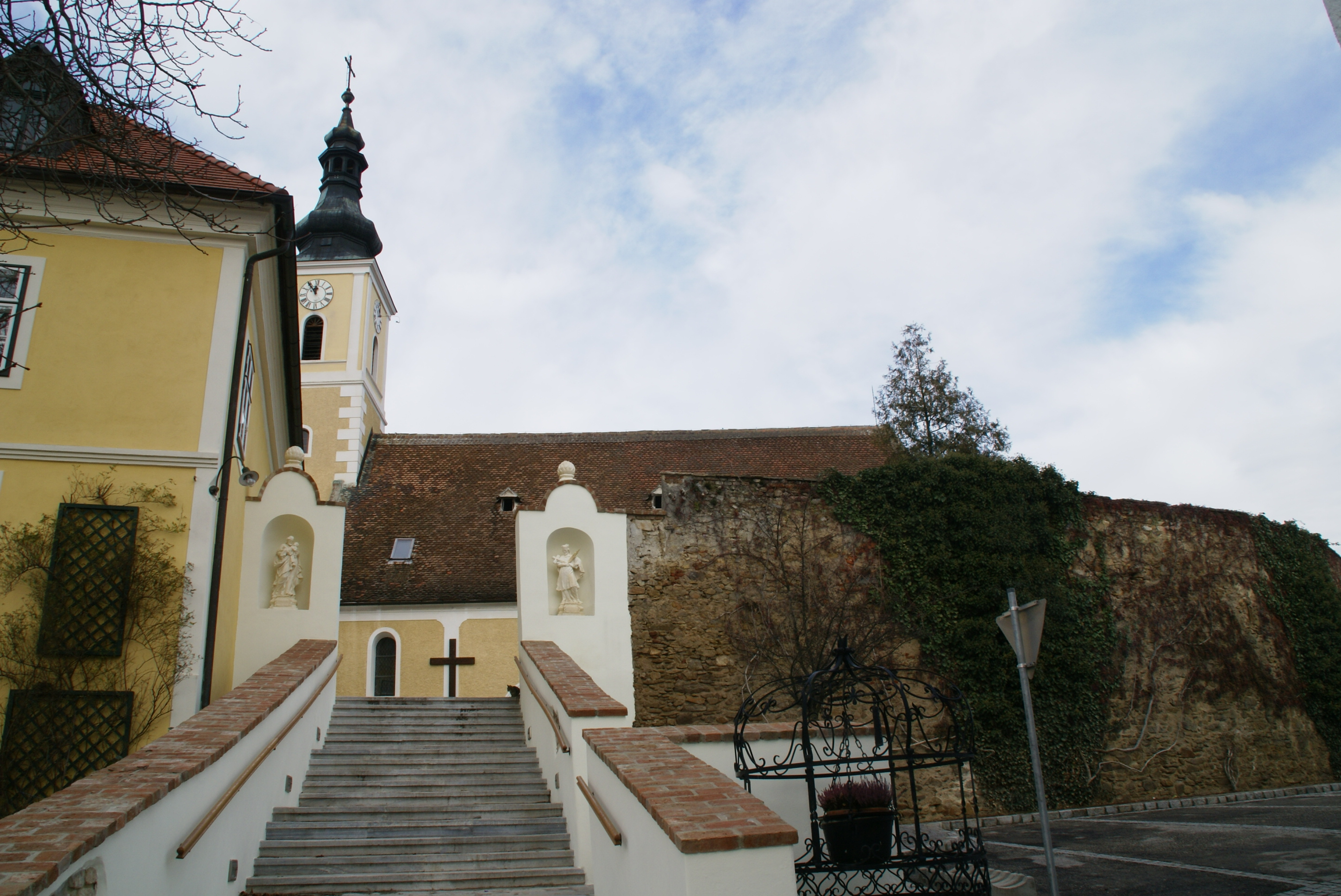
A Szt. Péter és Pál-plébániatemplom

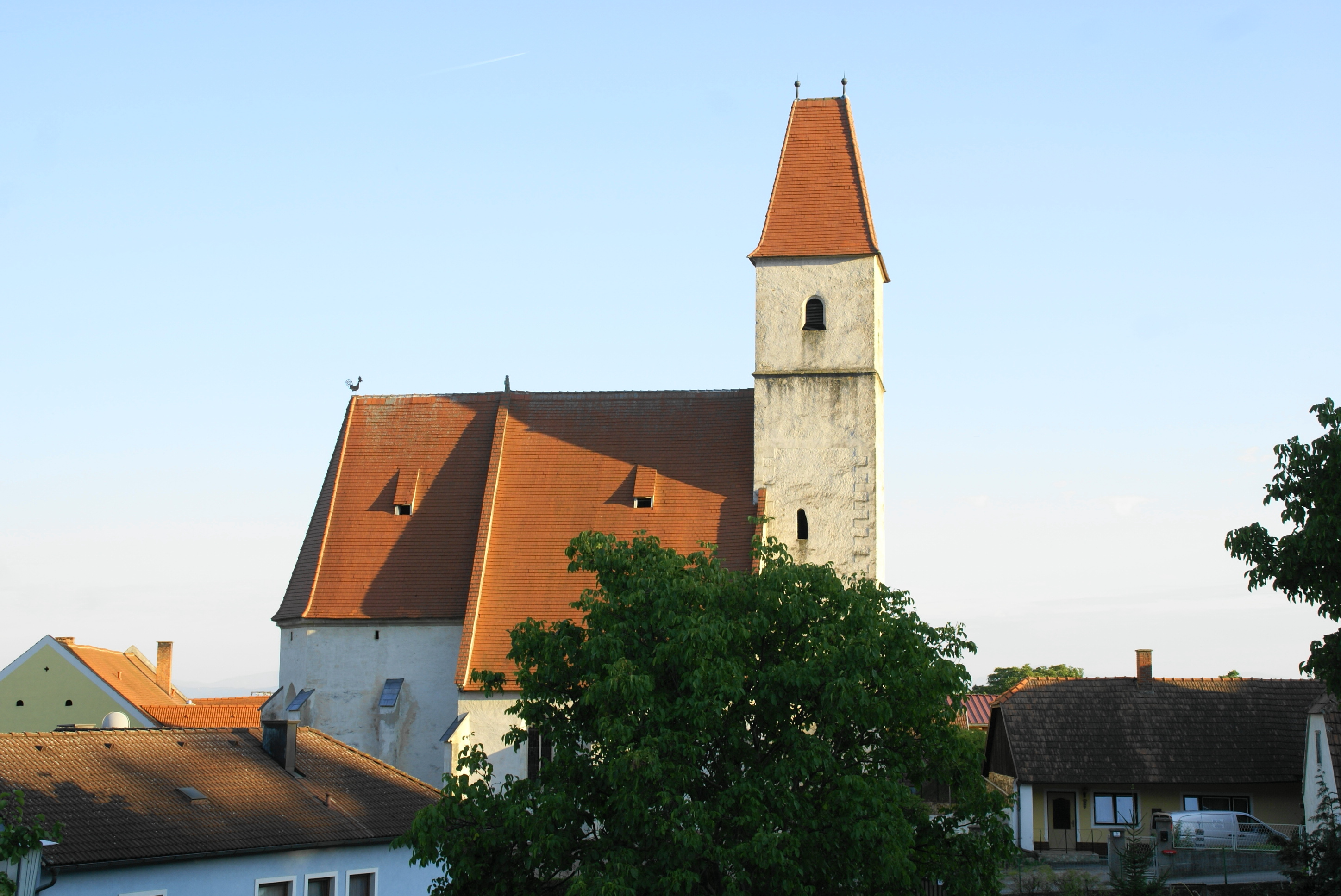
A Szt. Vitus-templom

Wölbling a tartomány Mostviertel régiójában fekszik a Dunkelsteinerwald dombság keleti részén. Területének 56%-a erdő, 34,9% áll mezőgazdasági művelés alatt. Legmagasabb pontja a Satzberg (698 m). Az önkormányzat 10 települést egyesít: Ambach (285 lakos 2024-ben), Anzenhof (167), Hausheim (162), Landersdorf (305), Noppendorf (70), Oberwölbling (1110), Ratzersdorf (46), Unterwölbling (282), Viehausen (11) és Wetzlarn (13)
A környező önkormányzatok: északkeletre Paudorf, keletre Statzendorf, délre Obritzberg-Rust, délnyugatra Dunkelsteinerwald, északnyugatra Bergern im Dunkelsteinerwald.

## Története
Wölblinget 1074-ben említik először Welmica néven a salzburgi érsekség egyik oklevelében. Az érsek alapította egyházközségét is a 12. században. Felügyeletét 1198-ban Adalbert érsek átadta a salzburgi székesegyházi káptalannak. A falvak az egyházi birtokok 1806-os laicizálásáig Salzburgé maradtak. 
Oberwölbling 1519/21 körül mezővárosi jogokat kapott. A harmincéves háború alatt a protestáns Helmhart Jörger birtoka volt, ezért a császári zsoldosok kifosztották. Bécs 1683-as ostromakor a törökök megszállták a települést, sokakat megöltek, másokat elhurcoltak rabszolgának. A franciák az osztrák örökösödési háború és a napóleoni háborúk alatt (1805-ben és 1809-ben) foglalták el Oberwölblinget. 1825-ben egy nagy tűzvészben 37 ház pusztult el; ugyanebben az évben Franz von Colloredo-Wallsee gróf, a walpersdorfi uradalom tulajdonosa 67 ezer guldenért megvásárolta Oberwölblinget is. 1898-ban szenet kezdtek el bányászni a mezőváros területén (a bányákat 1941-ben bezárták).
A második világháború végén a front elérte a falvakat. Az oberwölblingi katonai temetőben több mint 4 ezren nyugszanak, tanúsítva a régióban dúló súlyos harcokat. 1966 és 1970 között Oberwölbling, Ambach, Unterwölbling és Hausheim községek egyesültek, létrehozva Wölbling önkormányzatát. 

## Lakosság
A wölblingi önkormányzat területén 2024 januárjában 2451 fő élt. Lakosságszáma 2001 óta 2400-2500 között stagnál. 2022-ben az ittlakók 89%-a volt osztrák állampolgár; a külföldiek közül 1,6% a régi (2004 előtti), 6,5% az új EU-tagállamokból érkezett. 1,1% a volt Jugoszlávia (Horvátország és Szlovénia kivételével) vagy Törökország; 1,8% egyéb ország polgára volt. 2001-ben a lakosok 86,3%-a római katolikusnak, 1,1% evangélikusnak, 0,2% ortodoxnak, 5,3% mohamedánnak, 5,1% pedig felekezeten kívülinek vallotta magát. Ugyanekkor 13 magyar élt a mezővárosban; a legnagyobb nemzetiségi csoportot a németek (93,1%) mellett a törökök alkották 4,3%-kal. 
A népesség változása:

| 2016 | 2 513 |
| 2018 | 2 571 |

## Látnivalók
- a landersdorfi kastély
- az oberwölblingi Szt. Péter és Pál-plébániatemplom
- az unterwölblingi Szt. Vitus-templom

## Testvértelepülések
- Bischofswiesen (Németország)

## Fordítás
- Ez a szócikk részben vagy egészben  a   Wölbling című német Wikipédia-szócikk ezen változatának fordításán alapul.  Az eredeti cikk szerkesztőit annak laptörténete sorolja fel. Ez a jelzés csupán a megfogalmazás eredetét és a szerzői jogokat jelzi, nem szolgál a cikkben szereplő információk forrásmegjelöléseként.